# Nadkole
Nadkole – wieś w Polsce znajdująca się w województwie mazowieckim, w powiecie węgrowskim, w gminie Łochów. Ma status sołectwa.
| SIMC    | Nazwa      | Rodzaj    |
| ------- | ---------- | --------- |
| 0679121 | Koszelanka | część wsi |

Charakteryzuje się malowniczymi krajobrazami, położona między dwoma rzekami: Liwcem i Bugiem. Nadkolski las jest częścią Nadbużańskiego Parku Krajobrazowego, w obszarze dawnej Puszczy Kamienieckiej.
Wieś królewska położona była w drugiej połowie XVI wieku w powiecie kamienieckim ziemi nurskiej województwa mazowieckiego, wg niektórych podań – należąca do dóbr rażnieńskich. Nazwa wsi w tej formie pojawia się już w źródłach XVI-wiecznych. W połowie XVII w. wieś, wraz z okolicznymi dobrami kamieńczykowskimi, przekazano na podstawie uchwały sejmowej klasztorowi sióstr Wizytek. W latach II Wojny Światowej tereny te znalazły się pod okupacją niemiecką, lecz nazwa wsi nie została zniemczona, w czasie walk wieś była częściowo spalona. W latach 1975–1998 miejscowość administracyjnie należała do województwa siedleckiego.
W księgach parafii w Kamieńczyku można znaleźć wzmianki o narodzinach, ślubach i zgonach mieszkańców wsi, pochodzące z XIX i XX w.: np. akt ur. nr 48 z 1899 r., akt zg. nr 27 z 1903 r.. Na terenie wsi i jej okolic otwarto kilka stanowisk archeologicznych. W latach 70. XX w. odkryto ślady kultury łużyckiej a w latach 80. – ślady nekropolii kultury przeworskiej i kultury wielbarskiej.
Do najbardziej znanych osób pochodzących z Nadkola należał Eugeniusz Rudnik, kompozytor muzyki elektronicznej. Jedno z gospodarstw rolnych w Nadkolu stało się plenerem telewizyjnego klipu Maryli Rodowicz z 1985 r., pt. "Gdyby Zenek".
Wierni Kościoła rzymskokatolickiego należą do parafii Wniebowzięcia NMP w Kamieńczyku nad Bugiem.